# Danske Mediers Arbejdsgiverforening
Danske Mediers Arbejdsgiverforening (DMA) er en arbejdsgiverorganisation for medievirksomheder, primært dagblade. Størstedelen af medlemmerne er således også medlem af brancheforeningen Danske Dagblades Forening, som arbejdsgiverforeningen også deler adresse med i Pressens Hus i København.
Organisationen varetager medlemmernes fælles interesser i forhold til deres ansatte, forhandler overenskomster med relevante fagforbund og bistår medlemmerne ved forhandlinger om lokale aftaler med fagforbund. Desuden yder DMA juridisk bistand til medlemmerne. Danske Mediers Arbejdsgiverforening er medlem af Dansk Arbejdsgiverforening.
Formand for bestyrelsen for DMA er Jens Bebe, der er chefredaktør og administrerende direktør for Horsens Folkeblad. 